# Sedlec (Mladá Boleslav)
Sedlec é uma comuna checa localizada na região da Boêmia Central, distrito de Mladá Boleslav.